# Ardisia malipoensis
Ardisia malipoensis là một loài thực vật có hoa trong họ Anh thảo. Loài này được C.M.Hu mô tả khoa học đầu tiên năm 1992.